# Вода (альбом)
Вода — второй альбом российской группы Kira Lao, выпущенный в 2015 году.

## Об альбоме
Альбом был записан в Санкт-Петербурге на студии «Интерзвук», принадлежащей Сергею Наветному. В качестве саунд-продюсера выступил участник групп S.P.O.R.T. и Tequilajazzz Олег Баранов. По словам лидера коллектива Киры Вайнштейн, создание альбома являлось, своего рода, психотерапией во время творческого кризиса, возникшего после переезда из Великого Новгорода в Москву. Первой песней для нового альбома стала «Она говорит», на текст одноимённого спектакля (she says) хореографа Александра Андрияшкина. Песня «Пой» написана на стихи Алексея Отраднова. В первоначальном варианте песня представляла собой подражание Cold Wave, однако использование ритм-секции, по словам музыкантов, позволило от него отдалиться. «Сурок» является кавером на песню Сергея Курёхина, с творчеством которого группу познакомил Александр Кушнир.
В январе 2016 выходит анимационный клип на песню «Она говорит».

## Критика
До выхода альбом попал в список ожидаемых релизов 2015 года по версии Colta.ru.
Альбом получил положительную оценку от обозревателя портала InterMedia Дениса Шлянцева. По его словам, группа отошла от той смеси фолка и электроники, которую она демонстрировала в дебютном релизе. Описывая музыку как жесткую, бескомпромиссную, гитарную, холодную и отстраненную, он характеризует её как «русский рок, за который не стыдно». «Intro», открывающее альбом и состоящее из белого шума, сменяется, по словам критика, главным хитом пластинки, песней «Она говорит». В песне «Пой» критик отметил гармоничное сочетание голоса и плотного гитарного звука. «Вода», являющаяся центральной композицией альбома, демонстрирует менее прямолинейную аранжировку, чем на предыдущих треках. Инструментальная «Дорога I» сменяется песней «Дорога II», обработка вокала в которой затрудняет распознавание текста. «Дорога III» заканчивает альбом, по словам критика, «так, как нужно — не взрывом, но всхлипом».

## Список композиций
| №                   | Название                           | Длительность |
| ------------------- | ---------------------------------- | ------------ |
| 1.                  | «Intro»                            | 0:41         |
| 2.                  | «Она говорит»                      | 2:39         |
| 3.                  | «Пой»                              | 4:35         |
| 4.                  | «Сурок» (кавер на Сергея Курёхина) | 3:52         |
| 5.                  | «Вода»                             | 5:16         |
| 6.                  | «Дорога, Часть 1»                  | 1:11         |
| 7.                  | «Дорога, Часть 2»                  | 4:05         |
| 8.                  | «Дорога, Часть 3»                  | 2:19         |
| Общая длительность: | Общая длительность:                | 24:38        |